# Сара Колак
Сара Колак (хорв. Sara Kolak, нар. 22 червня 1995, Лудбрег, Хорватія) — хорватська легкоатлетка, що спеціалізується на метанні списа, олімпійська чемпіонка 2016 року. 

## Кар'єра
| Рік  | Чемпіонат                      | Місце проведення         | Місце  | Результат |
| ---- | ------------------------------ | ------------------------ | ------ | --------- |
| 2012 | Чемпіонат світу серед юніорів  | Барселона, Іспанія       | 23 (q) | 48.15 м   |
| 2013 | Чемпіонат Європи серед юніорів | Рієті, Італія            | 3      | 57.79 м   |
| 2014 | Чемпіонат світу серед юніорів  | Юджін, США               | 3      | 55.74 м   |
| 2014 | Чемпіонат Європи               | Цюрих, Швейцарія         | 21 (q) | 52.51 м   |
| 2016 | Чемпіонат Європи               | Амстердам, Нідерланди    | 3      | 63.50 м   |
| 2016 | Олімпійські ігри               | Ріо-де-Жанейро, Бразилія | 1      | 66.18 м   |
| 2017 | Чемпіонат Європи серед молоді  | Бидгощ, Польща           | 1      | 65.12 м   |

## Найкращі особисті результати за роками
- 2010 — 55.69
- 2011 — 45.94
- 2012 — 53.98
- 2013 — 57.79
- 2014 — 57.79
- 2016 — 66.18
- 2017 — 68.43